# Gadirtha cerussata
Gadirtha cerussata är en fjärilsart som beskrevs av Felder 1874. Gadirtha cerussata ingår i släktet Gadirtha och familjen trågspinnare. Inga underarter finns listade i Catalogue of Life.